# Agelanthus pennatulus
Agelanthus pennatulus é uma espécie de planta hemiparasita da família Loranthaceae, encontrada na Tanzânia e no Quénia.

## Habitat / ecologia
A. pennatulus foi encontrada em altitudes de 1650 a 2400 m em florestas sempre verdes e húmidas.